# Sinuhe Wallinheimo
Mika Sinuhe Wallinheimo, född 9 mars 1972, är en finsk före detta professionell ishockeymålvakt som senast spelade för JYP i SM-Liiga. 2011 valdes Wallinheimo in i Finlands riksdag för Samlingspartiet.

## Karriär
Wallineheimo började spela ishockey i moderklubben JYP. Inför säsongen 1993-94 flyttade han över till Nordamerika för spel på college- och universitetsnivå. Efter avslutade studier spelade han bland annat i AHL för klubbarna Hershey Bears och Springfield Falcons. Han spelade för det tyska hockeylaget ECR Revier Löwen under tre säsonger fram tills det att han blev värvad till det svenska Elitserielaget Färjestads BK inför säsongen 2002-03 som tänkbar ersättare till Martin Gerber. Wallinheimo spelade sammanlagt två säsonger i Färjestad och vann två SM-silver. 
Han återvände till Finland och moderklubben JYP säsongen 2004-05, med vilka han även kom att avsluta sin professionella hockeykarriär 2010. Han blev utlånad till Dynamo Moskva under säsongen 2007-08.
Wallinheimo är välutbildad. Under sin tid i USA läste han internationell politik och 2002 tog han examen i ekonomi. Han är även rocksångare i den finska gruppen "SWheimo and the hands".

## Meriter
- SM-silver 2003
- SM-silver 2004
- FM-guld 2009

## Klubbar
- JYP U20 - 1991/1992
- HIFK U20 1992/1993
- Karhu-Kissat 1992/1993
- Denver University 1993/1994 - 1995/1996
- Hershey Bears 1996/1997
- Mobile Mysticks 1996/1997
- Springfield Falcons 1997/1998
- Mississippi Sea Wolves 1997/1998
- Lukko 1998/1999
- ECR Revier Löwen 1999/2000 - 2001/2002
- Färjestads BK 2002/2003 - 2003/2004
- JYP 2004/2005 - 2007/2008
- Dynamo Moskva 2007/2008
- JYP 2008/2009 - 2009/2010

## Utmärkelser
- Riddartecknet av I klass av Finlands Lejons orden,  6 december 2019[3]
- Finlands idrottskulturs förtjänstkors,  26 februari 2023[4]

[Redigera Wikidata]